# Mexicaanse goffer
De Mexicaanse goffer (Cratogeomys castanops)  is een zoogdier uit de familie van de goffers (Geomyidae). De wetenschappelijke naam van de soort werd voor het eerst geldig gepubliceerd door Baird in 1852.

## Voorkomen
De soort komt voor in Mexico en de Verenigde Staten.